# That Was Yesterday
That Was Yesterday is een nummer van de Brits-Amerikaanse band Foreigner. Het is de tweede single van hun vijfde studioalbum Agent Provocateur uit 1984. Op 1 februari 1985 werd het nummer op single uitgebracht.

## Achtergrond
De plaat werd in het Engelse, Duitse en Nederlandse taalgebied een bescheiden hit. In thuisland de Verenigde Staten bereikte de plaat de 31e positie in de Billboard Hot 100. In het Verenigd Koninkrijk werd de 28e positie in de UK Singles Chart bereikt.
In Nederland werd de plaat veel gedraaid in het vrijdagavond programma Curry en Van Inkel bij Veronica op Hilversum 3 en werd een radiohit in de destijds drie hitlijsten op de nationale publieke popzender. De plaat bereikte de 28e positie in de Nederlandse Top 40, de 19e positie in de Nationale Hitparade en de 27e positie in de TROS Top 50. De Europese hitlijst op Hilversum 3, de TROS Europarade, werd niet bereikt. 
In België bereikte de plaat de 19e positie in de voorloper van de Vlaamse Ultratop 50 en de 29e positie in de Vlaamse Radio 2 Top 30.

## NPO Radio 2 Top 2000
| Nummer met noteringen in de NPO Radio 2 Top 2000 | '01  | '02 | '03  | '04  | '05  | '06  | '07  | '08  | '09  | '10  | '11  | '12  | '13  | '14  | '15  | '16  | '17  | '18  | '19  | '20  | '21  | '22  | '23  |
| ------------------------------------------------ | ---- | --- | ---- | ---- | ---- | ---- | ---- | ---- | ---- | ---- | ---- | ---- | ---- | ---- | ---- | ---- | ---- | ---- | ---- | ---- | ---- | ---- | ---- |
| That Was Yesterday                               | 1146 | 810 | 1094 | 1186 | 1358 | 1370 | 1683 | 1355 | 1609 | 1621 | 1628 | 1665 | 1679 | 1614 | 1533 | 1870 | 1588 | 1893 | 1830 | 1869 | 1942 | 1893 | 1957 |

1. ↑  Een vetgedrukt getal geeft de hoogste notering aan.
2. ↑  2001 was het eerste jaar met een notering voor dit nummer.
3. ↑  Deze tabel is bijgewerkt tot en met de laatste editie (2024).